# Trstenik (Split)
Trstenik – dzielnica Splitu, drugiego co do wielkości miasta Chorwacji. Zlokalizowana jest w południowej części miasta, ma 7 016 mieszkańców i 0,67 km² powierzchni.

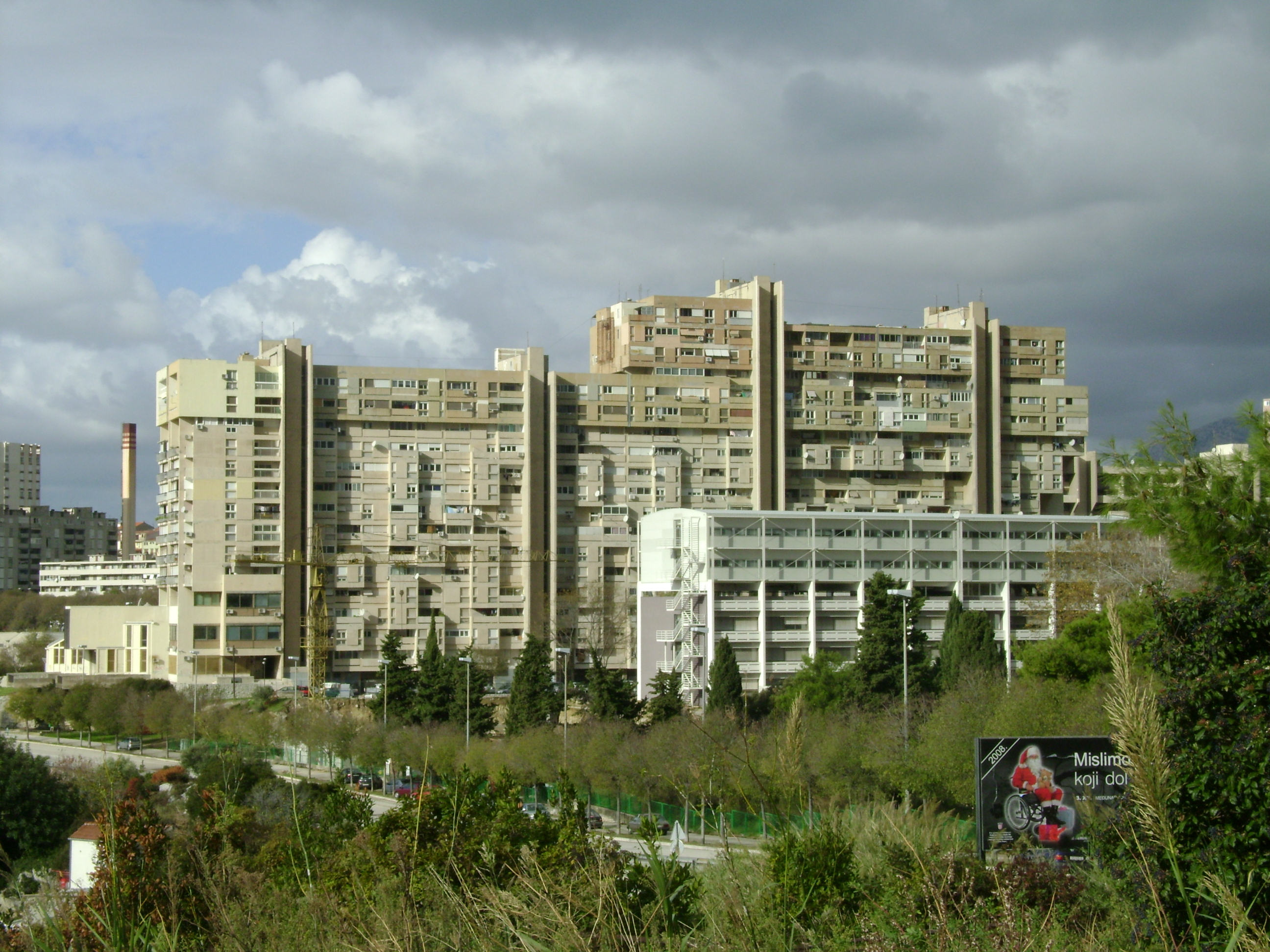
Fragment dzielnicy Trstenik

Obszar dzielnicy Trstenik ograniczają:
- od północy – ulica Poljička cesta,
- od wschodu – ulica Velebitska,
- od południa – Morze Adriatyckie,
- od zachodu – ulice Brune Bušicia, Ivana plemenitog Zajca, Put Trstenika.

Dzielnice sąsiadujące z Trstenikiem:
- od północy – Split 3,
- od wschodu – Mertojak,
- od zachodu – Bačvice.